# Cephalotes alveolatus
Espèce
Cephalotes alveolatus est une espèce éteinte de fourmis arboricoles de la famille des Myrmicinae, du genre Cephalotes, caractérisée par une tête surdimensionnée et plate ainsi que des pattes plus plates et plus larges que leurs cousines terrestres. Elle est connue fossilisée dans l'ambre dominicain datant du Miocène inférieur.